# The Innocent Age
The Innocent Age is het zesde muziekalbum van de Amerikaanse singer-songwriter Dan Fogelberg. Het album is opgenomen in een zestal studio’s verspreid over Boulder (Colorado), Hollywood, Sausalito en Nederland (Colorado). Het album is opgedragen aan zijn grootvader en Django. In zijn dankwoord een keur aan artiesten waaronder The Beatles, Buffalo Springfield, maar ook Edward Grieg. Het is een liederencyclus met autobiografische inslag, men zou het kunnen rangschikken onder de rubriek conceptalbum. Er werd gerefereerd aan een citaat van Thomas Wolfe: Man’s youth is a wonderful thing ....

Vier singles belandden in de Amerikaanse hitlijsten: Hard to Say, Same Old Lang Syne, Leader of the Band en Run for the Roses haalden de top 20 in de VS. In Nederland doen album en singles niets in de album- of hitlijsten.
Het album was ook populair in Japan; de compact disc-versie kwam daar eerst uit (ongeveer december 1984), dat is relatief snel nadat het medium geïntroduceerd was. Daarbij werden in het boekwerkje de liedjes vertaald naar het Japans.

## Musici
Er kwam weer een hele rij (bekende) artiesten naar de studio’s:
- Dan Fogelberg - gitaar, synthesizers, zang
- Don Alias - percussie
- Michael Brecker - saxofoon
- Mike Brewer - vocals
- David Duke - saxofoon
- Jesse Erlich - cello
- Jimmie Fadden - harmonica
- Mike Finnigan - orgel
- Glenn Frey - zang
- Richie Furay - zang
- Emmylou Harris – zang op Only the heart may know
- Heart of Darkness - zang
- Don Henley - zang
- Jerry Hey - saxofoon
- Chris Hillman - zang
- Russ Kunkel - slagwerk
- Joe Lala - percussie
- Gayle LaVant - harp
- Marty Lewis - percussie
- Joni Mitchell - zang
- Kenny Passarelli - basgitaars
- Al Perkins - steel guitar
- Norbert Putnam - basgitaar
- Tom Scott - saxofoon
- Mike Utley - toetsen
- UCLA Band - Marching band

## Composities
Allen van Fogelberg behalve waar aangegeven:

### CD1
1. "Nexus" – 6:04
2. "The Innocent Age" – 4:15
3. "The Sand and the Foam" – 4:19
4. "In the Passage" – 6:28
5. "Lost in the Sun" – 3:53
6. "Run for the Roses" – 4:18
7. "Leader of the Band" (met deel van "The Washington Post" mars gearrangeerd door Laurence Fogelberg, uitgevoerd door UCLA Band) – 4:48
8. "Same Old Lang Syne" – 5:21

### CD2
1. "Stolen Moments" – 3:12
2. "The Lion's Share" – 5:10
3. "Only the Heart May Know" – 4:09
4. "The Reach" – 6:30
5. "Aireshire Lament" – 0:52
6. "Times Like These" – 3:02
7. "Hard to Say" – 4:00
8. "Empty Cages" (Fogelberg, Kunkel, Putnam, Utley) – 6:24
9. "Ghosts" – 7:16